# Городище (Новгород-Северский район)
Городи́ще (укр. Городище) — село в Новгород-Северском районе Черниговской области Украины. Население — 20 человек. Занимает площадь 0,09 км². Расположено на реке Вара.
Почтовый индекс: 16010. Телефонный код: +380 4658.

## Власть
Орган местного самоуправления — Бучковский сельский совет. Почтовый адрес: 16010, Черниговская обл., Новгород-Северский р-н, с. Бучки, ул. 1-го Мая, 9.